# Mindset (ordinateur)
Pour les articles homonymes, voir Mindset.
Le Mindset fut vendu autour de 1984 comme une station de travail graphique haut de gamme, qui était légèrement compatible PC. Basé sur l'Intel 80186, il avait des processeurs propriétaires qui accéléraient les graphiques. Il avait également un disque dur de 10Mo (?) et un double port  de cartouches ROM à l'avant. Une unité de lecture de disquette 5"1/4 séparée qui reposait au-dessus de l'unité centrale était disponible comme une partie de la configuration pour le système. Pendant un court moment c'était le système le plus performant, mais  rapidement l'Apple Macintosh et les clones IBM le surpassèrent et il disparut. Son boîtier était également bien conçu et assez original pour entrer dans une affiche que l'on trouve dans le musée d'art moderne de New York.
L'équipe qui conçut le Mindset continua en créant l'Atari ST 16 bits qui comportait des caractéristiques graphiques presque identiques, même si les architectures étaient plutôt radicalement différentes.